# Tangeln
Tangeln ist ein Ortsteil der Gemeinde Beetzendorf im Altmarkkreis Salzwedel in Sachsen-Anhalt.

## Geographie
Tangeln, ein Rundplatzdorf mit Kirche, liegt im Nordwesten der Altmark am Tangelnschen Bach, der bereits nach wenigen Kilometern in die Jeetze mündet. Der Bach, der bei Mellin entspringt, bildet hier ein Hangquellenmoor, das als Flächennaturdenkmal geschützt ist. Teil des Quellgebietes ist der „Taufkessel“, wo der Sage nach Bonifatius heidnische Sachsen am Taufstein getauft haben soll. Der Tangelnsche Bach durchfließt weiterhin das Naturschutzgebiet „Beetzendorfer Bruchwald und Tangelnscher Bach“. Der Lebensraum vieler seltener Pflanzen- und Tierarten ist auch als FFH-Gebiet ausgewiesen.

## Geschichte

### Mittelalter bis 19. Jahrhundert
Im Jahre 1182 bezeugte ein Burchadus de Tangele die Kirchweihe in Ristedt. Das ist in einer Urkundenkopie aus dem Jahre 1600 überliefert.
Im Jahre 1348 wurde das Dorf als Tangele erwähnt, als Markgraf Ludwig den von der Schulenburg Renten aus verschiedenen Dörfern überließ. Weitere Nennungen sind 1535 tanghel, tangell, 1541 tangell, 1687 Tangell und 1804 Tangeln, Dorf mit einem Lehnschulzen und zwei Krügern.
Der Historiker Peter P. Rohrlach weist darauf hin, dass sich die Erwähnung von Tangern in der Liste der Burgen in der Altmark im Landbuch der Mark Brandenburg von 1375, die Johannes Schultze im Register Tangeln zuordnet, tatsächlich „wohl Angern betrifft, dort gab es eine Burg, in Tangeln nicht“. Im Landbuch ist eine Burg Tangern im Besitz der Familie von Eichendorff aufgeführt.

### Archäologie

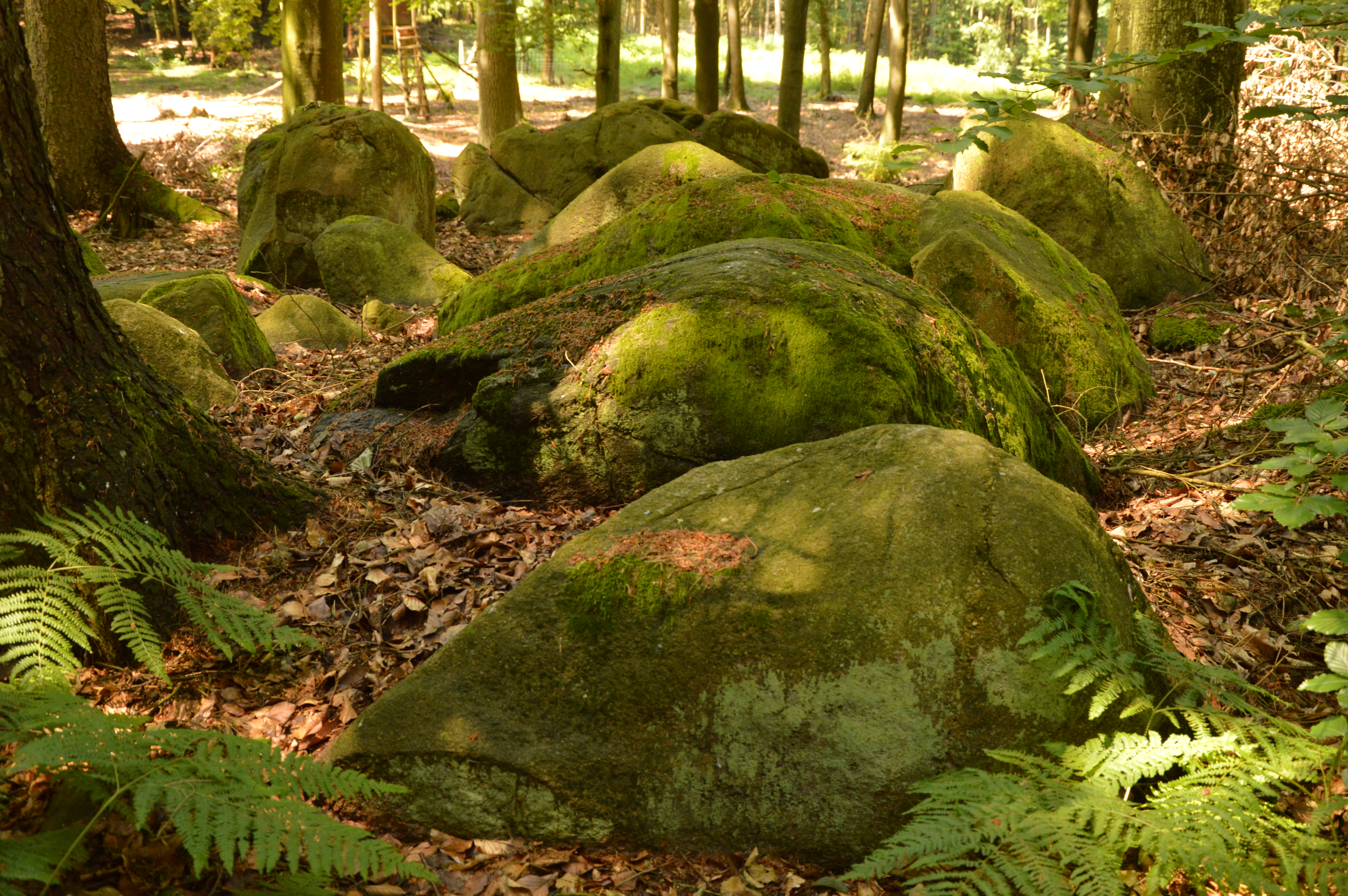
Großsteingrab bei Tangeln

Die erhaltenen Großsteingräber bei Tangeln sind megalithische Grabanlagen der jungsteinzeitlichen Tiefstichkeramikkultur.
In der Kiesgrube bei Tangern wurden schon in den 1960er Jahren Skelettreste bei der Kiesgewinnung freigelegt. Bei dem ersten Fund wurde die Kriminalpolizei benachrichtigt, da man von einem Mord ausging. 1964 wurden in der Kiesgrube Oberflächenfunde eines jungslawischen Gräberfeldes aus dem 11. oder 12. Jahrhundert freigelegt.
1973 wurde in der Kiesgrube ein Körpergräberfeld mit Baumsargbestattungen untersucht. Die Brandgräber aus der Eisenzeit konnten der Jastorf-Kultur zugeordnet werden. Der Friedhof wurde auch im frühen Mittelalter von der bereits christianisierten sächsischen Bevölkerung genutzt.
Einige Funde aus spätrömischer Zeit, wie ein Fibel oder Perlen aus Glas aus Funden in Tangeln werden im Danneil-Museum im Salzwedel aufbewahrt.

### Herkunft des Ortsnamens
Jürgen Udolph führt den Ortsnamen auf das mittelniederdeutsche Wort „tange“ für „Sandrücken zwischen Mooren und Sümpfen“ zurück.
Heinrich Sültmann deutet, ausgehend von 1348 Tangele, 1535 tanghel, „tangel“ als wohl aus dem Niederdeutschen. Im Deutschen ist „die Tangel“ ein spitzes, nadelähnliches Blatt der Koniferen. Sültmann übersetzt den Namen daher zu „Das Nadelige“.

### Eingemeindungen
Tangeln gehörte ursprünglich zum Salzwedelischen Kreis der Mark Brandenburg in der Altmark. Von 1807 bis 1808 lag es im Kanton Klötze, anschließend bis 1813 im Kanton Jübar auf dem Territorium des napoleonischen Königreichs Westphalen. Nach weiteren Änderungen kam es 1816 in den Kreis Salzwedel, den späteren Landkreis Salzwedel im Regierungsbezirk Magdeburg in der Provinz Sachsen in Preußen.
Am 30. September 1928 wurde der Gutsbezirk Neuemühle mit der Landgemeinde Tangeln vereinigt.
Durch einen Gebietsänderungsvertrag beschloss der Gemeinderat Tangeln am 29. Oktober 2008, dass die Gemeinde Tangeln in die Gemeinde Beetzendorf eingemeindet wird. Dieser Vertrag wurde vom Landkreis als unterer Kommunalaufsichtsbehörde genehmigt und trat am 1. Januar 2009 in Kraft. Damit wurden Tangeln und Neumühle Ortsteile der Gemeinde Beetzendorf.

### Einwohnerentwicklung
| Jahr | Einwohner |
| ---- | --------- |
| 1734 | 105       |
| 1774 | 169       |
| 1789 | 113       |
| 1798 | 166       |
| 1801 | 166       |
| 1818 | 105       |
| 1840 | 317       |

| Jahr | Einwohner |
| ---- | --------- |
| 1864 | 503       |
| 1871 | 509       |
| 1885 | 520       |
| 1892 | [0]522    |
| 1895 | 550       |
| 1900 | [0]562    |
| 1905 | 556       |

| Jahr | Einwohner |
| ---- | --------- |
| 1910 | [0]542    |
| 1925 | 563       |
| 1933 | 521       |
| 1939 | 496       |
| 1946 | 754       |
| 1964 | 825       |
| 1971 | 828       |

| Jahr | Einwohner |
| ---- | --------- |
| 1981 | 721       |
| 1993 | 565       |
| 2006 | 387       |
| 2007 | 365       |
| 2015 | [00]344   |
| 2018 | [00]329   |
| 2020 | [00]322   |

| Jahr | Einwohner |
| ---- | --------- |
| 2021 | [00]315   |
| 2022 | [00]314   |
| 2023 | [0]295    |

Quelle, wenn nicht angegeben, bis 2006:

## Religion
Die evangelische Kirchengemeinde Tangeln, die früher zur Pfarrei Ahlum gehörte, wird heute betreut vom Pfarrbereich Rohrberg im Kirchenkreis Salzwedel im Bischofssprengel Magdeburg der Evangelischen Kirche in Mitteldeutschland.
Die ältesten überlieferten Kirchenbücher für Ahlum stammen aus dem Jahre 1705.
Die katholischen Christen gehören zur Pfarrei St. Hildegard in Gardelegen im Dekanat Stendal im Bistum Magdeburg.

## Wappen
Blasonierung: „In Silber ein grüner Schildhauptpfahl, belegt mit einem silbernen Wellenfaden, beseitet von je einem steigenden grünen Eichenblatt.“

## Kultur und Sehenswürdigkeiten

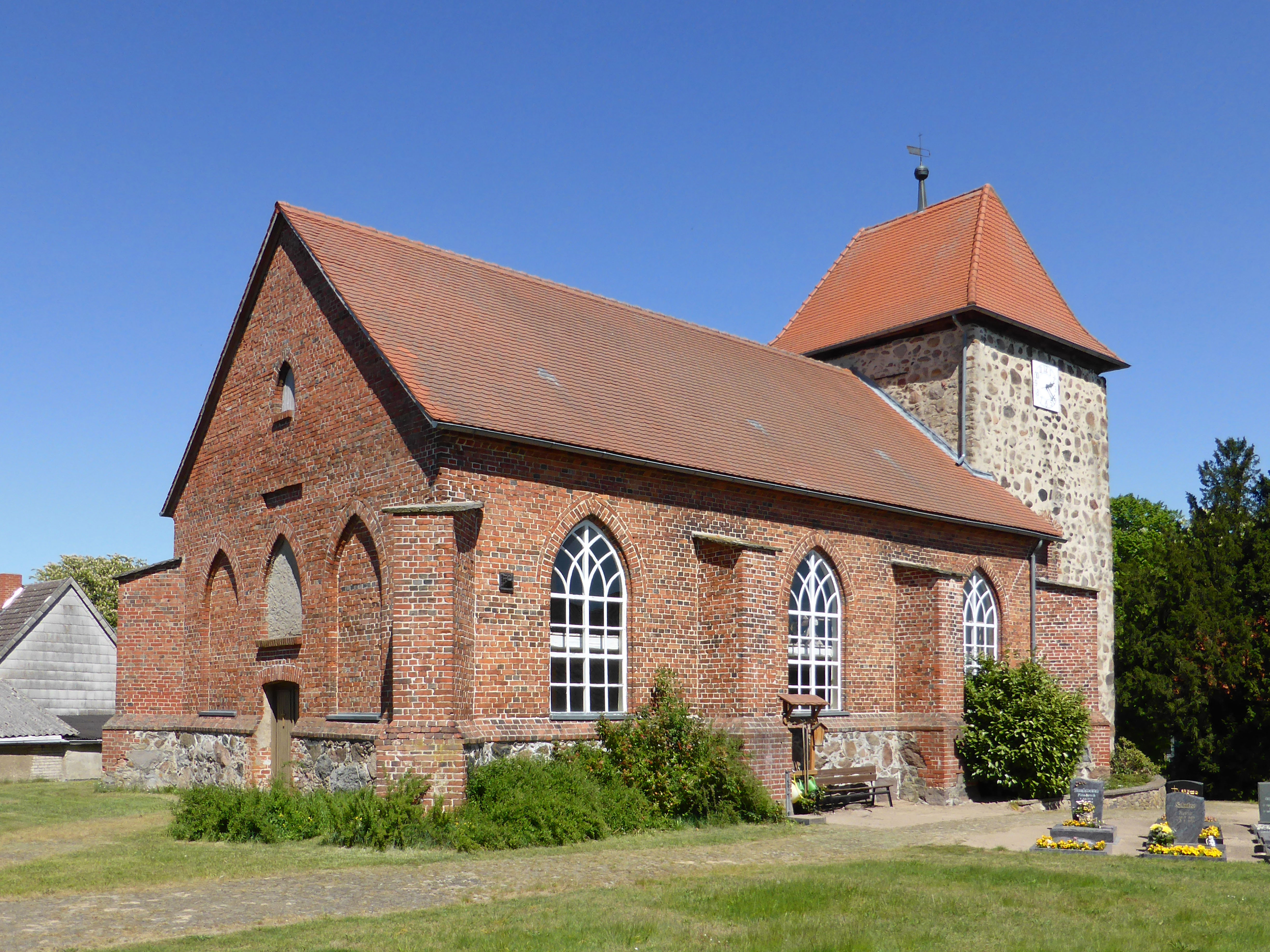
Dorfkirche Tangeln von Südwesten

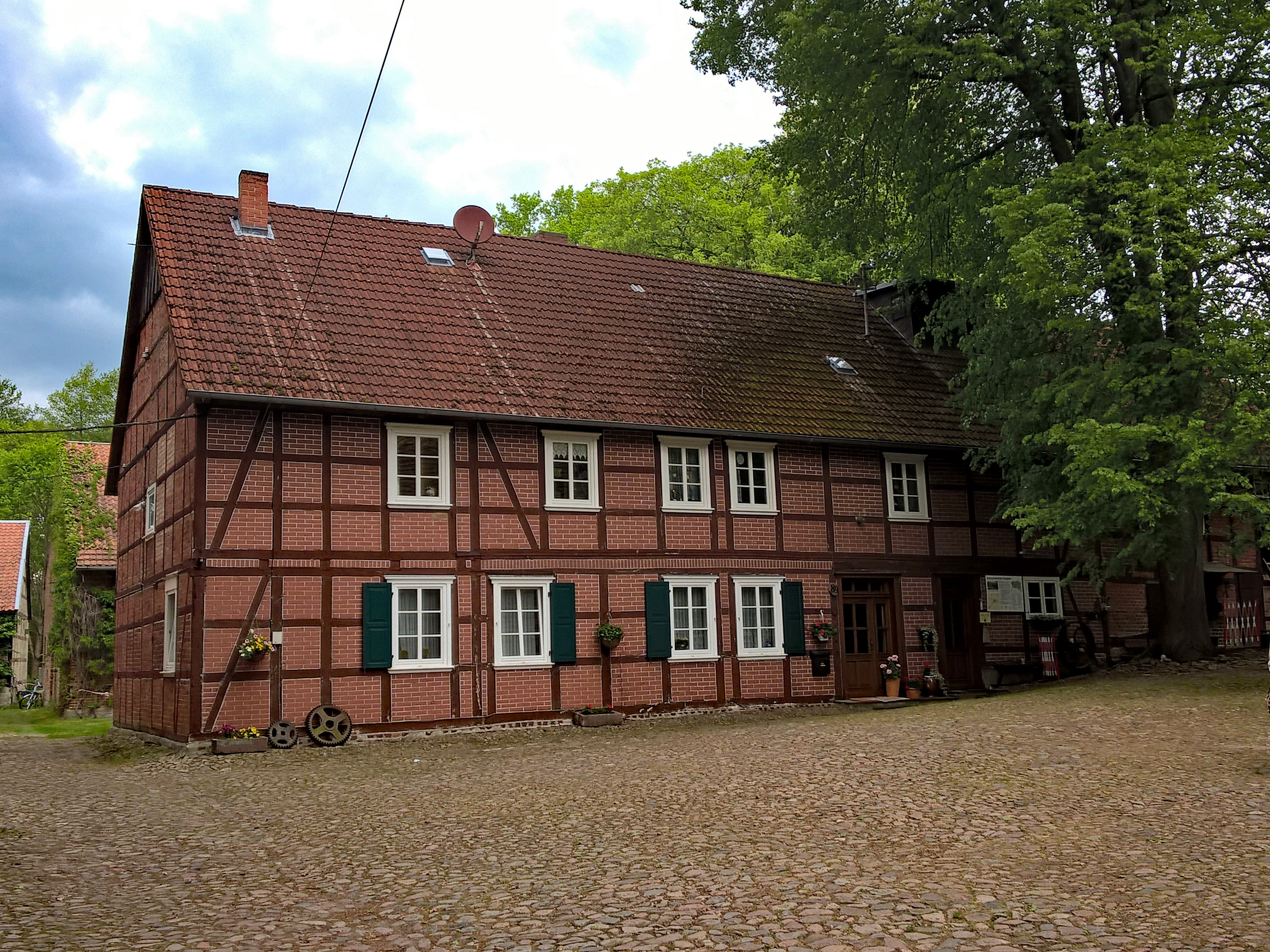
Wassermühle in Tangeln

### Dorfkirche
Die Kirche des Ortes stammt aus der Zeit um 1500 und gehört zu den sieben „verkehrten“ Kirchen der Altmark, deren Turm nicht nach Westen, sondern nach Osten steht. Die Kirchturmspitze trägt die Jahreszahl 1182. Als eines von wenigen Gebäuden des Ortes blieb der Kirchturm aus Feld- und Backstein bei einer Brandkatastrophe am 27. Dezember 1831 vom Feuer verschont. Die Kirche war eine Filialkirche der Dorfkirche Ahlum.
Von einem frühgotischen Bauwerk, des im 15. Jahrhundert verändert wurde, ist nur der annähernd quadratische Ostturm in Feldstein und Backstein erhalten. Das schmale neugotische Schiff wurde nach dem Brand in Backstein und Naturstein auf rechteckigem Grundriss erbaut. Charakteristisch sind die sich maßwerkartig überschneidenden Holzsprossen der Fenster.
Der heute funktionslose Erdgeschossraum des Turms war ursprünglich durch einen spitzen Triumphbogen zum Schiff hin geöffnet; das heutige Ostportal wurde nachträglich eingebrochen; mehrere Weihekreuze lassen eine ursprünglich sakrale Funktion dieses Raums (vielleicht Chorraum) vermuten. Der flachgedeckte Emporensaal wird durch die raumhohen Rundstützen geprägt. Im Osten steht die Kanzelaltarwand mit seitlichen Durchgängen, spätbarockem Kanzelkorb mit bäuerlichen Gemälden der Evangelisten und des Christus Salvator. Im Westen befindet sich ein eigenwillig gestalteter neugotischer Orgelprospekt mit Mittelrosette, der von Friedrich Turley geschaffen wurde.

### Wassermühle
- Am Tangelnschen Bach steht eine Wassermühle, an südlichen Ortsausgang sind Reste einer Turmholländerwindmühle zu finden.

## Redensart und Reim
Die Redensart

“De is nich van Jeeben, de is van Tangeln.”

„Er nimmt lieber, als er gibt.“

bezieht sich auf die Nachbardörfer Tangeln und Jeeben sowie auf die Verben „jeeben“ (geben) und „tangeln“ (etwas zu ergreifen suchen).

“In Tangeln
is Mangel,
is Kummer un Nout,
doa louben sick de Müs’
in ’t Broutschapp doud.”

„In Tangeln
ist Mangel,
ist Kummer und Not,
da laufen sich die Mäuse im Brotschrank tod.“

## Sage – Die verkehrte Kirche zu Tangeln
Die Sage wurde 1907 mündlich vom Seminaristen Reisner aus Osterburg überliefert.
Der Baumeister der alten romanischen Kirche hatte seinen Plan so entworfen, dass der Kirchturm im Westen stand. Dass der Turm nach Osten zu stehen gekommen ist, daran ist ein schlechter und niederträchtiger Mann in Tangeln schuld. In der Nacht vor der Kirchweihe brachte er sein Vorhaben zur Ausführung. Als alles schlief, schlich sich heimlich auf seinen Hof, wo mehrere lange und dicke Bauhölzer lagerten. Davon hob er sich eines auf seine Schultern, ging damit zum Kirchhof und steckte die Stange quer durch zwei Fenster der neuen Kirche und drehte dieselbe ganz herum, bis der Turm im Osten stand.

## Persönlichkeiten
- Rolf Wernstedt (* 1940), deutscher Pädagoge und SPD-Politiker, wuchs in Tangeln auf und erforschte die Ortsgeschichte